# جون موسى تشيني
جون موسى تشيني (بالإنجليزية: John Moses Cheney)‏ هو محامي وقاضي أمريكي، ولد في 6 يناير 1859 في ميلواكي في الولايات المتحدة، وتوفي في 2 يونيو 1922.